# Haidhof (Sulzemoos)
Haidhof ist ein Gemeindeteil von Sulzemoos im oberbayerischen Landkreis Dachau.

## Lage
Der Weiler liegt einen Kilometer südlich des Hauptortes Sulzemoos, nur wenige 100 Meter von der Anschlussstelle der Bundesautobahn 8 entfernt. Der Ort gehörte bereits vor der Gebietsreform in Bayern zur Gemeinde Sulzemoos.

## Baudenkmäler
Eingetragene Baudenkmäler gibt es in dem Ort nicht.